# Cecilia Thornton

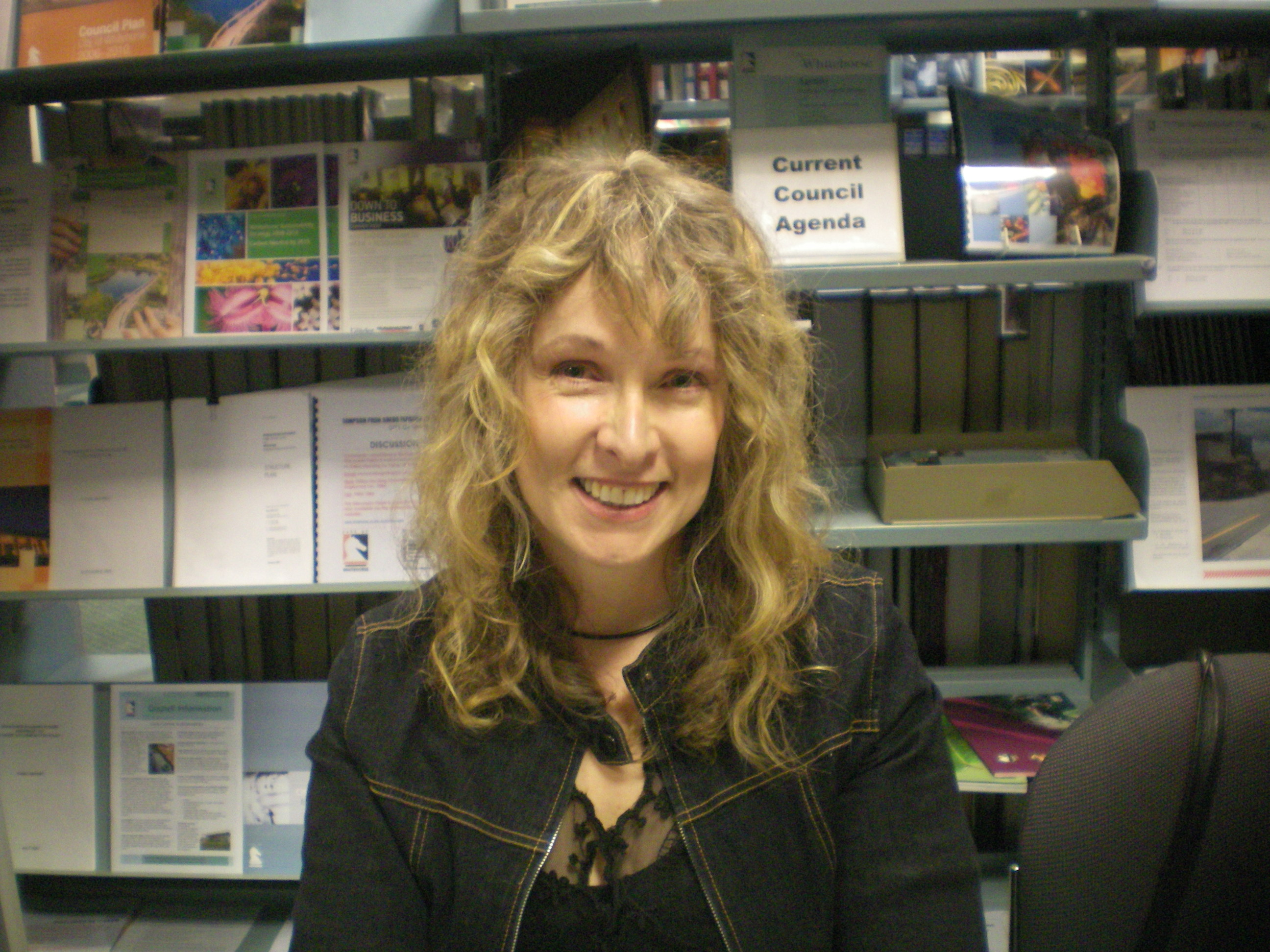

Cecilia Dart-Thornton (Melbourne) is een Australisch schrijfster van fantasy. Ze schreef onder meer de Bitterbynde-trilogie.

## Biografie
Thornton groeide op in Melbourne en studeerde af in sociologie aan de Monash University. Voor ze ging werken als redacteur, boekenverkoper en illustrator was ze docente. In 2000 ging Thornton voltijds schrijven. Op het internet werd ze 'ontdekt' en vervolgens gepubliceerd door Time Warner uit New York. Haar boeken zijn overal ter wereld verschenen in verschillende talen.

### The Bitterbynde Trilogy
- 2001 - The Ill-Made Mute ('De Vreemde Vondeling')
- 2002 - The Lady of the Sorrows ('Vrouwe van Droefenis')
- 2003 - The Battle of Evernight ('Om de Eeuwige Nacht')

### The Crowthistle Chronicles
- 2004 - The Iron Tree
- 2005 - The Well of Tears
- 2006 - Weatherwitch
- 2007 - Fallowblade

### Andere werken
- 2004 - Long the Clouds Are Over Me Tonight
- 2005 - The Stolen Swanmaiden
- 2008 - The Lanes of Camberwell
- 2010 - The Enchanted